# William B. Franklin
William Buel Franklin (York, 27 febbraio 1823 – Hartford, 8 marzo 1903) è stato un generale e imprenditore statunitense.

## Biografia
William B. Franklin nacque nel 1823 da Sarah Buel e dall'avvocato e funzionario pubblico Walter S. Franklin; suo fratello minore era il contrammiraglio Samuel R. Franklin. Studiò all'accademia di West Point, laureandosi a pieni voti nel 1843 ed entrando a far parte del corpo dei genieri. Combatté nella guerra messico-statunitense, distinguendosi alla battaglia di Buena Vista e venendo per questo promosso primo tenente.
Dopo la guerra continuò la carriera militare, venendo promosso capitano nel 1857. Allo scoppio della guerra di secessione rimase fedele all'Unione, venendo promosso brigadier generale dei volontari e combattendo già nella prima battaglia di Bull Run all'apertura delle ostilità. Divenne uno dei favoriti del generale George McClellan, che lo integrò nell'esercito regolare affidandogli comandi sempre più importanti, promuovendolo infine maggior generale nel luglio 1862. Poco dopo combatté nella campagna del Maryland portando avanti gli attacchi contro le armate del generale sudista Robert E. Lee che tentava di invadere il Nord, ottenendo alterni successi.
Combatté quindi nelle sanguinose battaglie di South Mountain, Antietam e Fredericksburg della fine del 1862. In quest'ultima battaglia parve non rispettare degli ordini del suo diretto superiore Ambrose Burnside, cosa che condusse a una corte marziale; in realtà non è improbabile che Burnside cercasse di scaricare parte delle proprie responsabilità della sconfitta di Fredericksburg sul sottoposto Franklin, che venne sollevato dal comando nel gennaio 1863. Trascorse un periodo in congedo, salvo essere richiamato in servizio nel 1864 per partecipare alla campagna del Red River, che si rivelò non meno disastrosa: oltre a culminare nella sconfitta unionista, lo stesso Franklin vi rimase gravemente ferito durante la seconda battaglia di Sabine Pass dell'aprile 1864. Nuovamente congedato, stava rientrando al Nord quando l'11 luglio 1864 il treno su cui viaggiava fu assaltato non lontano da Washington da una banda di partigiani confederati, che lo presero brevemente prigioniero; nel giro di poche ore il generale riuscì comunque a fuggire.
Nel 1866 ottenne il congedo definitivo dall'esercito, e si dedicò allora all'imprenditoria. Divenne quindi dirigente e poi vicepresidente della Colt's Manufacturing Company, e si occupò anche di supervisionare la costruzione del Campidoglio di Hartford tra il 1871 e il 1872. Dal 1880 al 1889 fu amministratore dell'associazione per la tutela dei mutilati di guerra statunitensi, e per un breve periodo amministrò anche le ferrovie del Canale di Panama. Divenne poi il capo della delegazione americana all'Esposizione universale di Parigi del 1889, ricevendo per questo la Legion d'onore dalla Terza Repubblica Francese. Morì ad Hartford in Connecticut nel 1903.